# Tonny Kessler
Hermann Anton Joseph „Tonny“ Kessler (* 20. April 1889 in Den Haag; † 15. Februar 1960) war ein niederländischer Fußballspieler.
Der offensive Mittelfeldakteur spielte wie sein Bruder Dé und seine Vettern Boelie und Dolf für den HVV Den Haag. Tonny Kessler machte am 27. März 1904 sein erstes Spiel für den HVV, mit dem er von 1905 bis 1914 viermal Niederländischer Meister wurde. Bis zu seinem letzten Match am 25. März 1923 erzielte er für die Haager in 328 Spielen 131 Tore.
Er bestritt 1907, 1909 und 1913 insgesamt drei Länderspiele für die niederländische Fußballnationalmannschaft; alle drei Spiele waren gegen Englands Amateure – die zwei historischen Niederlagen mit 2:12 in Darlington und mit 1:9 an der Stamford Bridge, aber auch der erste Sieg in Den Haag. Sein einziges Tor in Oranje erzielte Kessler zum 1:5 beim 1:9 in London.
Neben seiner Fußballerkarriere studierte er Rechtswissenschaft und schloss als Meester in de rechten (vergleichbar etwa dem Master of Laws) ab.